# Al-Shati (Flüchtlingslager)
Das al-Schati-Flüchtlingslager (arabisch مخيّم الشاطئ Muchayyam asch-Schati, DMG Muḫayyam aš-Šāṭiʾ, auch als asch-Schati transkribiert), auch Strand-Lager (englisch Beach Camp) genannt, ist ein palästinensisches Flüchtlingslager im Gouvernement Gaza an der Mittelmeerküste. Das Flüchtlingslager gilt als das drittgrößte palästinensische Flüchtlingslager im Staat Palästina und hat laut UNRWA 90.173 Einwohner.
Das Lager für palästinensische Flüchtlinge wurde 1948 mit 0,52 km² Größe nach dem Palästinakrieg durch das Hilfswerk der Vereinten Nationen für Palästina-Flüchtlinge im Nahen Osten (UNRWA) errichtet.

## Infrastruktur und Fischerei
Das Schati-Flüchtlingslager umfasst insgesamt 17 Einrichtungen der UNRWA. Unter diesen Einrichtungen befinden sich 15 Schulgebäude, von denen vier im Ein-Schicht-Betrieb arbeiten (vier Schulen) und 11 im Doppel-Schicht-Betrieb (insgesamt 22 Schulen), um den Bildungsbedarf von 26 Schulen zu decken.
Ein Nahrungsmittelausgabenzentrum ist ebenfalls vorhanden, das jedoch dringend einer Rehabilitation bedarf, um den reibungslosen Ablauf der Lebensmittelversorgung sicherzustellen. Des Weiteren gibt es ein Gesundheitszentrum, das medizinische Versorgung für die Bewohner des Lagers bietet. Zusätzlich beherbergt das Lager ein Büro für Gebietsentlastung und soziale Dienste, das als Anlaufstelle für verschiedene soziale Unterstützungsleistungen dient.

### Fischerei
Das Lager ist bekannt für seinen Fischmarkt, dieser ist ein zentraler Ort im Gazastreifen für Fischerei und Fischhandel.
Fischerei in Gaza ist von Beschränkungen im Fischereibereich stark betroffen, die vom benachbarten Israel zur Prävention von Waffenschmuggel und Terrorismus auferlegt wurden. Auf fast 20 Seemeilen hatte man sich im Oslo-Abkommen von 1995 ursprünglich geeinigt; nach dem Wahlsieg der Hamas 2006 hatte Israel das Meer schließlich faktisch bis auf elf Kilometer (6 Seemeilen) abgeriegelt. Die restriktiven Maßnahmen haben besonders das Beach Camp im Schati-Flüchtlingslager beeinträchtigt.

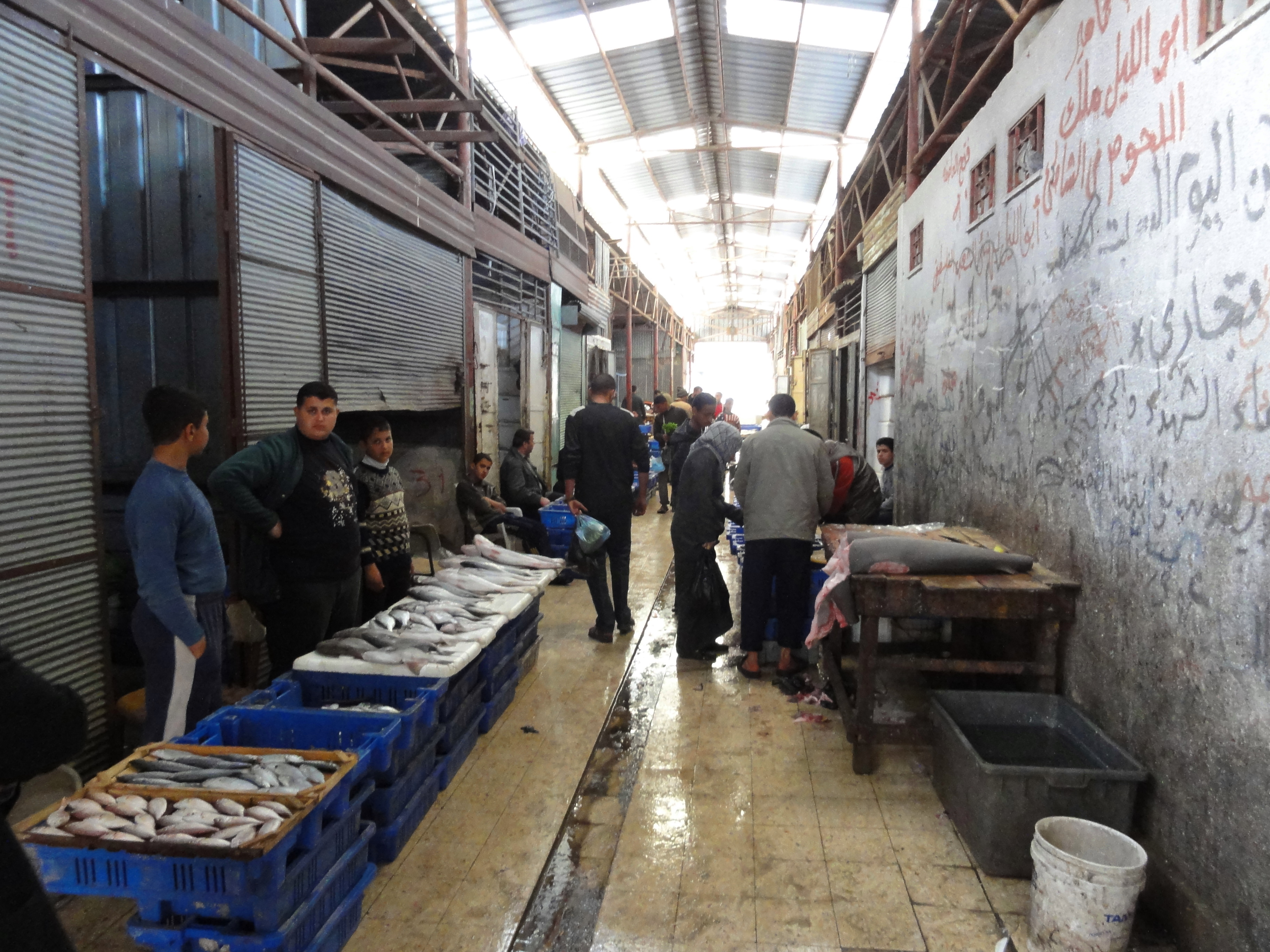
Fischmarkt in al-Schati, 2011

Die eingeschränkte Fischerei hat zu einem Rückgang der Fangerträge geführt, was wiederum Existenzgrundlagen vernichtet und die Armut in der Region erhöht hat. Die israelische Marine setzt verschiedene Praktiken ein, um die Fischereibeschränkungen durchzusetzen, darunter den Einsatz von scharfer Munition. Bei Zwischenfällen mit der israelischen Marine seien seit 2006 zehn Fischer ums Leben gekommen. Über 500 Fischer seien gefangen genommen und mehr als 200 Boote konfisziert worden, konstatiert eine palästinensische Dokumentationsstelle.

## Geschichte
Nach dem Zweiten Weltkrieg sah der 1947 entworfene UN-Teilungsplan (mit einer Zwei-Staaten-Lösung für ein arabisches Palästina und ein jüdisches Israel) auch den Gazastreifen innerhalb eines zukünftigen Staates Palästina vor. Die arabischen Nachbarstaaten Israels bzw. die Arabische Liga lehnten diesen Plan im Gegensatz zur israelischen Führung allerdings ab.
Am 15. Mai 1948 marschierte zu Beginn des Palästinakriegs die ägyptische Armee in den schmalen Küstenabschnitt um die Stadt Gaza ein. Nach Ende des Palästinakriegs errichtete das Hilfswerk der Vereinten Nationen für Palästina-Flüchtlinge im Nahen Osten (UNRWA) für etwa 23.000 Menschen das 0,52 km² große Lager.
Die meisten Einwohner waren entweder aus den Städten Jaffa, Lod und Beerscheba sowie den umliegenden Dörfern geflohen oder wurden von der jüdischen Miliz Hagana vertrieben.
Noch vor Kriegsende verabschiedeten die Vereinten Nationen am 11. Dezember 1948 die Resolution 194 der UN-Generalversammlung, die unter anderem in Artikel 11 den Regierungen der Kriegsparteien vorschreibt, friedenswilligen Flüchtlingen die Rückkehr in ihre Herkunftsorte so bald wie möglich zu gestatten und die übrigen zu entschädigen und ihre Umsiedlung und Integration zu fördern. Eine vollständige Umsetzung der Resolution kam allerdings bis 2024 nicht zustande.
Der Gazastreifen stand bis zum Sechstagekrieg 1967 unter ägyptischer Militärherrschaft. Im Gegensatz zum Westjordanland, das durch Jordanien annektiert wurde und in dem die dortigen Bewohner die jordanische Staatsbürgerschaft erhielten, blieben Palästinenser auf ägyptisch besetztem Gebiet staatenlos und ohne entsprechende bürgerliche Rechte.
Im Juni 1967 eroberte und besetzte Israel im dritten arabisch-israelischen Krieg neben dem Westjordanland mit Ost-Jerusalem, den syrischen Golan-Höhen, der ägyptischen Sinai-Halbinsel auch den Gazastreifen.
Im Jahr 1971 rissen die israelischen Behörden aus Sicherheitsgründen über 2.000 Schutzhütten ab, um die Straßen zu verbreitern. Etwa 8.000 Flüchtlinge mussten das Lager verlassen und in das nahegelegene Wohnprojekt in Sheikh Radwan in Gaza-Stadt fliehen.
Mit der Unterzeichnung des Gaza-Jericho-Abkommens 1994 stand der Gazastreifen überwiegend unter der Selbstverwaltung der Palästinensischen Autonomiebehörde. 2005 folgte der vollständige Abzug Israels inklusive der Räumung sämtlicher jüdischer Siedlungen. Im entstehenden Bürgerkrieg zwischen der Hamas und der Fatah um die Regierungskontrolle im Rahmen des blutigen Fatah-Hamas-Konflikt 2006 übernahm die Hamas die vollständige Kontrolle über den Gazastreifen.
Während des Gazakrieges 2009 sorgte ein israelischer Luftangriff auf eine UN-Schule im Flüchtlingslager für internationale Kritik. Dort hatten rund 450 Menschen Schutz gesucht, drei wurden getötet.

### Gazakrieg 2023
Am 9. Oktober 2023 führte die israelische Armee (IDF) einen Luftangriff auf das dicht besiedelte Flüchtlingslager al-Schati durch. Palästinensische Medien berichteten, dass dieser Angriff zu zahlreichen Opfern unter der Zivilbevölkerung und zur Zerstörung von vier Moscheen geführt habe, darunter der al-Gharbi-Moschee, der Yassin-Moschee und der al-Sousi-Moschee, deren Zerstörung durch Satellitenaufnahmen bestätigt wurde.

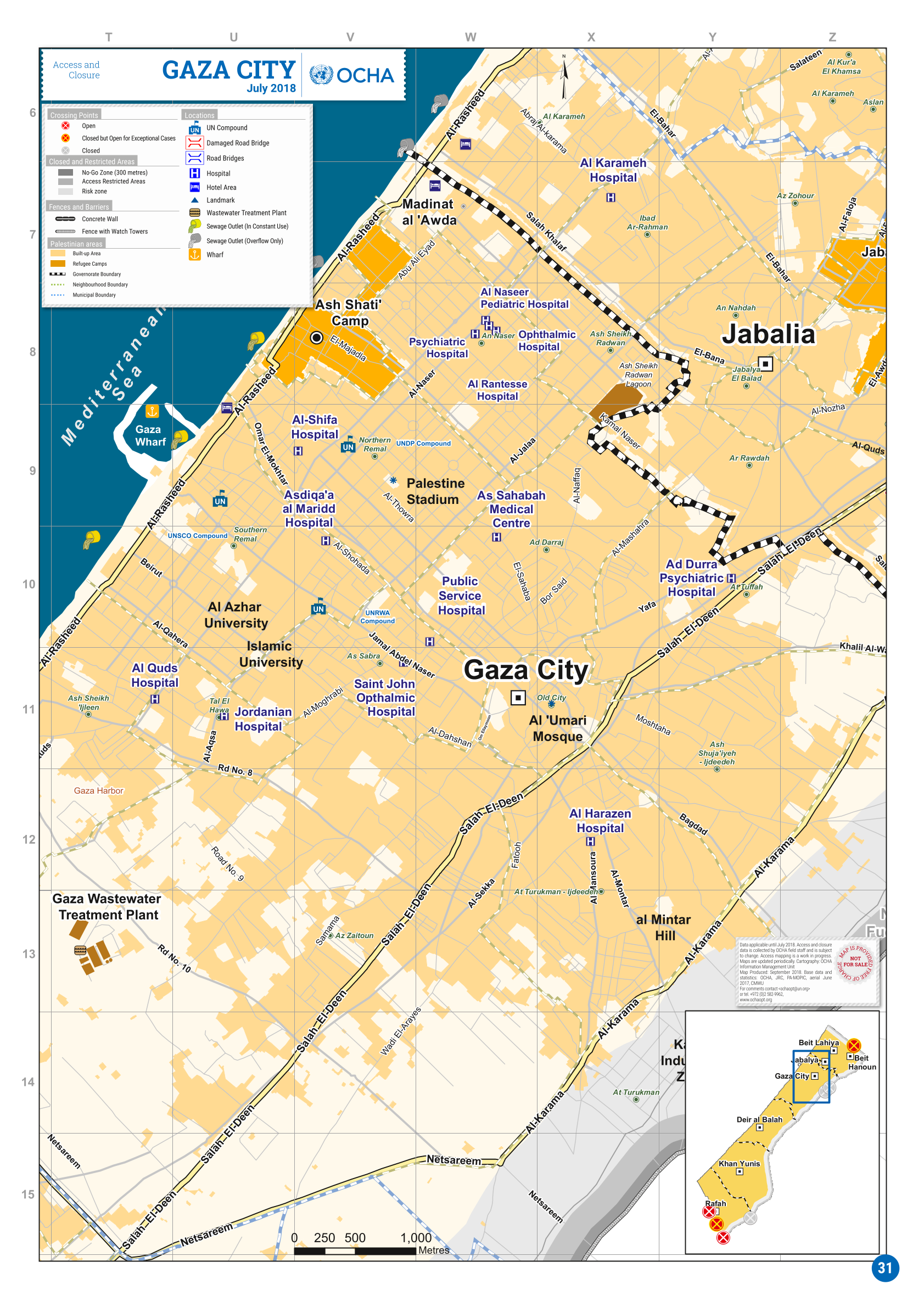
Al-Schati und Gouvernement Gaza, das Lager befindet sich im Gazastreifen

Im November 2023 übernahmen die israelischen Streitkräfte nach eigenen Angaben die vollständige Kontrolle über das Lager.

## Persönlichkeiten
- Rashid Masharawi (* 1962), palästinensischer Filmregisseur
- Ismail Haniyya (1963–2024), palästinensischer Politiker und Vorsitzender des Politbüros der palästinensischen Hamas  (arabisch حركة المقاومة الإسلامية, DMG Ḥarakat al-muqāwama al-islāmiyya ‚Islamische Widerstandsbewegung‘)
- Mosab Abu Toha (* 1992), palästinensischer Schriftsteller und Bibliothekar,  gewann 2025 den Pulitzer-Preis für Commentary[13]